# Верхний Киембай
Верхний Киембай — село в Ясненском городском округе Оренбургской области России.

## История
До 1 января 2016 года село входило в состав Еленовского сельсовета.

## География
Село находится в юго-восточной части Оренбургской области, в степной зоне, в пределах Кумакско-Киембайского холмисто-увалистого района Зауральского плато, на левом берегу реки Киембай, на расстоянии примерно 13 километров (по прямой) к югу от города Ясный, административного центра района. Абсолютная высота — 318 метров над уровнем моря. Климат умеренный, резко континентальный. Средняя температура января −18 °C, июля — +21 °C. Годовое количество осадков — 250—290 мм.

### Часовой пояс
Село Верхний Киембай, как и вся Оренбургская область, находится в часовой зоне МСК+2. Смещение применяемого времени относительно UTC составляет +5:00.

## Население
| 2010 |
| ---- |
| 76   |

Гендерный состав
По данным Всероссийской переписи населения 2010 года в гендерной структуре населения мужчины составляли 42,1 %, женщины — соответственно 57,9 %.
Национальный состав
Согласно результатам переписи 2002 года, в национальной структуре населения казахи составляли 56 %, русские — 28 %.

## Улицы
Уличная сеть села состоит из одной улицы (ул. Центральная).